# Alfredo Adum
Alfredo Adum Ziadé (Guayaquil, 20 de febrero de 1952-Guayaquil, 24 de noviembre de 2023) fue un abogado, político y empresario ecuatoriano. Fue una de las figuras más controvertidas del gobierno de Abdalá Bucaram.

## Biografía
Nació en Guayaquil el 20 de febrero de 1952, en una familia de origen libanés. Estudió en el Colegio Americano de Guayaquil y un tiempo en los Estados Unidos. Cuando terminó sus estudios secundarios pasó a cursar leyes en la Universidad Católica y a trabajar como importador de mercadería. Esto le permitió amasar grandes ingresos, con los que incursionó en otras áreas productivas, como las camaroneras y las empresas inmobiliarias. Dentro de este ámbito participó en la construcción de proyectos como Guayacanes, Las Orquídeas, Urdenor, entre otros.
En las elecciones seccionales de 1984 financió la campaña a la alcaldía de Guayaquil de su amigo de la infancia, el roldosista Abdalá Bucaram, mientras que Adum se postuló como prefecto provincial del Guayas. Ambos resultaron finalmente electos a los cargos.
Cuando Bucaram huyó del país en 1986, Adum renunció a su puesto de prefecto, creando asperezas con el líder roldosista. Éstas se vieron enmendadas gracias a la intercesión que hizo Adum para permitir el regreso de Bucaram. En las elecciones legislativas de 1988 fue elegido diputado provincial por el Partido Roldosista Ecuatoriano (PRE), y más tarde se convirtió en dirigente del mismo.
Para las elecciones seccionales de 1996 fue candidato a la alcaldía de Guayaquil por el PRE, pero fue vencido por una holgada diferencia por el expresidente León Febres-Cordero Ribadeneyra. Así mismo, en las elecciones del año 2000 repitió su intento, esta vez perdiendo frente a Jaime Nebot.

### Ministro de Estado
Para las elecciones presidenciales de 1996 fue el financiador de la campaña presidencial de Abdalá Bucaram, causando polémica al afirmar que el dinero que desembolsó para la campaña no era "gastado" sino "invertido". Una vez que Bucaram ganó las elecciones presidenciales, Adum fue nombrado ministro de energía y minas.
Su tiempo en el Ministerio estuvo plagado de controversias y fuertes acusaciones por los actos violentos que cometía, entre los que se cuenta haber invitado a pelear cuerpo a cuerpo a uno de los empleados del ministerio en un estadio. También es recordada la golpiza brutal que propinó a un empleado del Aeropuerto Internacional Mariscal Sucre luego de que éste tratara de impedirle abordar un avión portando su revólver, hecho por el que la Asamblea Permanente de Derechos Humanos de Ecuador pidió que se le retirara al ministro su permiso de portar armas de fuego.
Fue acusado de amenazar con una pistola a tres empleados de Petroecuador para que renunciaran a sus cargos. También se lo acusó de haber golpeado a una funcionaria de la empresa estatal petrolera como forma de disuadirla a renunciar. Este último caso provocó que la vicepresidenta de la República, Rosalía Arteaga, pidiera al presidente que interviniera antes los hechos. Adum respondió amenazando a la vicepresidenta y asegurando que se "arrepentiría", por lo que Arteaga declaró que hacía responsable al ministro de cualquier incidente que le ocurriera a ella o a su familia.
Cuando fue cuestionado por un periodista de la cadena de televisión Ecuavisa llamado Bernardo Abad sobre los actos de violencia que cometía, Adum amenazó con "triturarlo". Durante una entrevista con la revista Vistazo, volvió a causar fuerte rechazo en la ciudadanía luego de asegurar que hubiera deseado ser cavernícola y declarar, en referencia a la época de las cavernas: "Mujer que me gustaba la cogía del moño y me la llevaba a la cueva y me la comía. Satisfacía mis apetencias sexuales y mis apetencias biológicas, porque en esa época se comía a las mujeres en ambos sentidos".
En octubre de 1996 recibió acusaciones por parte del dirigente de Pachakutik, Marcelo Román, por supuestas irregularidades en la construcción de un oleoducto; Adum respondió a esto en fuertes términos, acusando a Román de ladrón y amenazándolo con perseguirlo "hasta el último día de mi vida". A causa de esto recibió una demanda por injurias y varios diputados pidieron que se le realizara un examen psiquiátrico. Adum aseveró ante esto que no hacía falta realizar el examen porque él "sí estaba loco" y que estaba orgulloso de ello. También aseveró que para comprobarlo podían pedir su ficha médica en el Hospital Psiquiátrico Lorenzo Ponce de Guayaquil. El presidente Bucaram defendió en días posteriores a Adum, declarando que "Alfredo es tan loco como yo".
En noviembre del mismo año se intentó enjuiciarlo en el Congreso Nacional bajo acusaciones de alterar precios y renegociar contratos de compra y venta de crudo en favor de empresas petroleras, la moción de juicio fue presentada por el movimiento Pachakutik y recibió el apoyo de los partidos Social Cristiano, Democracia Popular, Izquierda Democrática, Movimiento Popular Democrático y Concentración de Fuerzas Populares.
Durante los hechos que llevaron a la destitución de Bucaram, presentó su renuncia al cargo de ministro, la cual fue aceptada por el presidente el mismo día en que fue defenestrado.

### Vida posterior
Luego de su renuncia siguió recibiendo denuncias, entre las que se cuentan pasar el manejo de la Unidad de Transporte Marítimo de
Petrocomercial a su cuñado, quien gracias al cargo adjudicó ilícitamente un contrato por 50 mil millones de sucres mensuales. También se lo acusó de haber provocado un perjuicio al Estado por más de 145 millones de dólares a causa de contratos realizados de forma irregular.
En julio de 1997 volvió a hacer noticia cuando recibió una denuncia por intento de asesinato a su suegra, la misma que declaró que Adum la había golpeado salvajemente y había intentado matarla con un revólver, al ir a buscar en casa de ella a su esposa, quien había abandonado el hogar. En la denuncia también dio a conocer los constantes maltratos físicos y psicológicos de los que había sido objeto la esposa de Adum durante su matrimonio, que incluían constantes golpizas y humillaciones.
Para las elecciones seccionales de 2000 se postuló como candidato a la alcaldía de Guayaquil, pero fue ampliamente vencido por el candidato socialcristiano Jaime Nebot. Así mismo fue aparente un fuerte rechazo hacia la figura de Adum, evidenciado en las encuestas anteriores a la votación, que mostraron que un 59% del electorado "nunca votaría por él".
Durante las elecciones presidenciales de 2006 fue el jefe de campaña del candidato del Partido Roldosista Ecuatoriano, Fernando Rosero.
Para las elecciones seccionales de 2019 participa como candidato a la Prefectura del Guayas, perdiendo la elección.
En 2020 fue vinculado a proceso por el delito de fraude procesal por el intento de fuga de Daniel Salcedo Bonilla, principal implicado en la corrupción en hospitales públicos durante la pandemia de COVID-19 en Ecuador, al ser la avioneta en la que viajaba Salcedo y que se accidentó en la localidad de Tumbes, en Perú, propiedad de Adum.
Aquejado por un cáncer de próstata durante más de diez años, falleció por complicaciones de salud relacionadas con dicha enfermedad en la Clínica Solca, de Guayaquil, el 24 de noviembre de 2023, a la edad de 71 años.